# Partito Bandiera Rossa
Partito Bandiera Rossa (in spagnolo: Partido Bandera Roja) è un partito comunista venezuelano. È stato fondato nel 1970 dai membri anti-revisionisti del Movimento di Sinistra Rivoluzionaria. In seguito alla rottura dei rapporti di collaborazione tra Cina e Albania, il Partito Bandiera Rossa si è schierato con l'ideologia di Enver Hoxha e del Partito del Lavoro d'Albania.

## Storia
Fino agli anni Novanta è stato impegnato nella guerriglia contro il governo. Uno dei primi compiti del futuro presidente Hugo Chávez, allora giovane comandante dell'esercito venezuelano, fu il coordinamento di un plotone di comunicazione legato al battaglione anti-insurrezionalista Manuel Cedeño.
Attualmente il partito è guidato da Gabriel Rafael Puerta Aponte. Dopo la vittoria elettorale di Chávez nel 1998, il Partito si è alleato con gli oppositori socialdemocratici e di destra, definendo Chávez un "social-fascista". Questo ha portato a numerose controversie e scissioni da Bandiera Rossa, in seguito alle quali molti quadri di partito si sono uniti al movimento di Chávez.
Nel 2005 il Partito Bandiera Rossa è stato espulso dalla Conferenza Internazionale dei Partiti e delle Organizzazioni Marxisti-Leninisti (Unità e Lotta), venendo sostituito dal Partito Comunista Marxista-Leninista del Venezuela.
Alle elezioni presidenziali del 2006 il Partito ha appoggiato la candidatura di Manuel Rosales (candidato dell'opposizione socialdemocratica), ottenendo 18,468 voti (lo 0,16%).
In seguito aderisce alla coalizione Unità Nazionale, composta da partiti conservatori e socialdemocratici di opposizione che sostengono la candidatura di Henrique Capriles Radonski alle elezioni presidenziali.
In tempi più recenti la sua popolarità è ulteriormente diminuita.